# Marjorie Fiske
Marjorie Fiske, auch Marjorie Fiske Lowenthal, (* 25. Juni 1914 in Attleboro, Massachusetts; † 11. Februar 1992) war eine US-amerikanische Professorin der Sozialpsychologie. Sie verfasste zehn Bücher über die Entwicklung der Persönlichkeit von Erwachsenen und dem Altern. Bis zu ihrer Pension war sie zudem Vorsitzende des Doktorandenprogramms in menschlicher Entwicklung und dem Alter.

## Leben
Fiske studierte Psychologie, spezialisierte sich auf Sozialpsychologie, zunächst am Mount Holyoke College, wo sie 1935 ein Bachelor Degree erhielt. Darauf studierte sie an der Columbia University in New York City, wo sie 1938 mit dem Master abschloss. Bis zum Jahre 1955 arbeitete sie in New York City im Umfeld von Paul Lazarsfeld, Robert K. Merton und C. Wright Mills. Für Columbia’s Bureau of Applied Social Research führte sie zahlreiche empirische Studien durch. Sie leitete interdisziplinäre Forschergruppen mit Anthropologen, Soziologen, Psychiatern und Psychologen. Im Jahr 1953 übernahm sie die Executive Directorship einer neuen Abteilung des Bureaus, das Planning Committee on Media Research, durch diese kam sie dann zur Forschungsabteilung der Voice of America, welche von ihrem späteren Mann Leo Löwenthal geleitet wurde. Im selben Jahr ließ sie sich von ihrem ersten Mann scheiden und heiratete noch 1953 Leo Löwenthal. Sie nahm 1955 eine Professur im Department of Sociology an der School of Librianship an der University of California in Berkeley an. Im Jahr 1958 wechselte sie nach drei Jahren an der UCLA Berkeley in das Department of Psychiatry am San Francisco Campus der University of California. Ihr zentraler Schwerpunkt war hierbei die Persönlichkeitsentwicklung bei Menschen im mittleren und fortgeschrittenen Lebensalter. Sie wurde für ihre Forschungen durch ihr altes College, mit einem Doktortitel geehrt. Zudem erhielt sie den Robert W. Kleemeier Award und den Distinguished Service Award. Anfang der 1970er Jahre trennte sie sich von ihrem zweiten Mann Leo Löwenthal. Bis zu ihrer Pensionierung im Jahre 1981 diente sie als Vorsitzende des Doktorandenprogramms in menschlicher Entwicklung und dem Alter, ein Programm, welches sie 1971 selbst gegründet hatte. Marjorie Fiske verstarb am 11. Februar 1992 im Alter von 78 Jahren.

## Wissenschaftliche Arbeit
Das zentrale Thema, der von Marjorie Fiske vorangetriebenen Forschung, war die Persönlichkeitsentwicklung bei Menschen mittleren und fortgeschrittenen Alters. Sie arbeitete hierbei oftmals mit großen interdisziplinären Forschungsteams, bestehend aus Sozial- und Verhaltenswissenschaftlern. In ihrem Forschungsdesign kombinierten Fiske und ihr Team sowohl psychologische Tests mit Fragebögen, als auch narrative Interviews, welche in einigen Studien, über Jahre hinweg, immer wieder mit dem Subjekt der Forschung wiederholt wurden. Das Ergebnis dieses Vorgangs waren Datensätze, welche die Analyse ganzer Lebzeiten ermöglichten. Die angewandte Methode ergab zudem eine ganze Reihe von Einblicken, wie Männer und Frauen die normalen und unerwarteten Ereignisse im mittleren und fortgeschrittenem Lebensalter meistern. Sie zeigte auf, was förderlich für die geistige Gesundheit ist und was diese in den genannten Stadien der Entwicklung verhindert.
In ihrem bekanntesten Werk "Four Stages of Life" beschäftigten sich Marjorie Fiske und ihr Forschungsteam mit der Perspektive im Erwachsenen-Leben in Bezug auf Fragen der psychosozialen Adaptation im Erwachsenenalter. Studien über den Lebensweg im Erwachsenenalter waren zum Zeitpunkt der Forschung in diesem Ausmaß rar. Die Ergebnisse der Studie verhalfen zu einem besseren Verstehen von spezifischen Veränderungen innerhalb des Lebensmusters wie zum Beispiel dem Scheidungsprozess, das Witwendasein oder ähnlichen Veränderungen. Zudem beantwortete die vorangegangene Forschung bis zu diesem Zeitpunkt vernachlässigte Fragen im Hinblick auf die Anpassung an allmähliche Veränderung, wie zum Beispiel ökologische und gesellschaftspolitische Entwicklungen in der Außenwelt.

## Ehrungen
- Robert W. Kleemeier Award der Gerontolical Society of America.
- Distinguished Service Award der American Psychological Association’s Division of Adult Development and Aging.

## Werke
- Book selection and censorship; a study of school and public libraries in California. Berkeley, University of California Press, 1959.
- Lives in distress; the paths of the elderly to the psychiatric ward. Basic Books, New York 1964. ISBN 978-0-405-12791-5
- Aging and mental disorder in San Francisco, a social psychiatric study. Jossey-Bass Publishers, San Francisco 1967. ISBN 978-0-8357-4906-0
- Four stages of life. Jossey-Bass Publishers, San Francisco 1975. ISBN 0-87589-248-5
- Middle age: the prime of life? Harper & Row, New York 1979. ISBN 978-0-06-318104-5
- Change and continuity in adult life. Jossey-Bass Publishers, San Francisco 1990. ISBN 1-55542-249-7